# Dominik Witczak
Dominik Witczak (ur. 2 stycznia 1983 w Ostrowie Wielkopolskim) – polski siatkarz, grający na pozycji atakującego. Po zakończeniu sezonu 2017/2018 postanowił zakończyć swoją karierę siatkarską.
Karierę zawodniczą rozpoczynał w Salosie Ostrów Wielkopolski. Kolejnym klubem był SPS Zduńska Wola. W barwach tego klubu grał do 2004 roku. Następnie znalazł się w rezerwowej drużynie Skry Bełchatów, występującej w I lidze. W 2007 roku został włączony do pierwszego składu. W drużynie Polskiej Ligi Siatkówki zadebiutował w II Memoriale im. Zdzisława Ambroziaka.
W 2006 z Michałem Krymarysem i 2008 roku z Damianem Lisieckim zdobył mistrzostwo kraju w piłce siatkowej na plaży. W 2009 również z Damianem Lisieckim zdobył srebrny medal w Finale Mistrzostwa Polski w siatkówce plażowej a rok później w roku 2010 wraz z Grzegorzem Klimkiem również w finale Mistrzostw Polski w siatkówce plażowej zdobył brązowy medal oraz Puchar Polski. W 2011 zajął 2. miejsce w Pucharze CEV siatkarzy z ZAKSA Kędzierzyn-Koźle.
Jego żoną jest siatkarka, reprezentantka Polski, Anna Witczak, z którą ma syna Antoniego (ur. 28.10.2013).

## Sukcesy klubowe
Liga Mistrzów:
- 2008

Mistrzostwo Polski:
- 2008, 2016[1], 2017
- 2011, 2013, 2016
- 2012

Puchar CEV:
- 2011

Puchar Polski:
- 2013, 2014, 2017